# Antipolistes anthracella
Antipolistes anthracella är en fjärilsart som beskrevs av Forbes 1933. Antipolistes anthracella ingår i släktet Antipolistes och familjen äkta malar. Inga underarter finns listade i Catalogue of Life.